# Ченжковице
Ченжковѝце (на полски: Ciężkowice) е град в Южна Полша, Малополско войводство, Тарновски окръг. Административен център е на градско-селската Ченжковишка община. Заема площ от 9,99 км2.

## Население
Според данни от полската Централна статистическа служба, към 1 януари 2014 г. населението на града възлиза на 2 483 души. Гъстотата е 249 души/км2.